# Pachydema integra
Pachydema integra är en skalbaggsart som beskrevs av Thomas Vernon Wollaston 1864. Pachydema integra ingår i släktet Pachydema och familjen Melolonthidae. Inga underarter finns listade i Catalogue of Life.